# گوستاو مالر
گوستاو مالر (۷ ژوئیهٔ ۱۸۶۰ – ۱۸ مهٔ ۱۹۱۱) آهنگساز و رهبر ارکستر و یکی از برجسته‌ترین آهنگسازان دورهٔ رمانتیکِ پسین است. مالر در شهر بوهم در اتریش متولد شد. آثار مالر در دوران حیاتش چندان مورد استقبال موسیقی‌دانان برجستهٔ وین قرار نگرفت. موسیقی مالر، رابطی بین سبک رمانتیک-کلاسیک و موسیقی مکتب جدیدِ وینی است.

## زندگی
گوستاو مالر در خانواده‌ای از یهودیان اشکنازی آلمانی‌زبان در کالیشتیه متولد شد. او دومین فرزند از چهارده فرزند خانواده بود. از بین این چهارده فرزند، تنها شش تن پس از تولد زنده ماندند. از نظر واژه‌شناسی، نام مالر ممکن است از واژهٔ انگلیسیِ "miller" به‌معنی آسیابان، یا از "Maler" آلمانی به‌معنی نقاش، یا از "mohel" عبری در به‌معنای ختنه‌گر گرفته شده باشد. مالر در ییهلاوا شهرکی در موراویا دوران کودکی‌اش را گذراند. در شش‌سالگی پدر و مادر مالر او را به آموختن پیانو گماشتند. مالر در پانزده‌سالگی به کنسرواتوار وین وین راه یافت و نزد استادانی چون فرانتز کرن، رابرت فوخ، و یولیوس اپشتاین آهنگسازی، هارمونی و نواختن پیانو را آموخت. سپس در دانشگاه وین پذیرفته شد و تحت تعلیم آهنگساز آلمانی آنتون بروکنر قرار گرفت. در این دوران، مالر برای نخستین بار با نوشتن آهنگ «آواز سوگ» در یک مسابقهٔ آهنگسازی شرکت جست، اما گروه داوران به سرداوریِ یوهانس برامس آهنگ او را لایق دریافت جایزه ندانستند.

## چرخهٔ رهبری
مالر پس از پایان دورهٔ دانشگاه، به‌طور پیوسته در اپراهای مختلف در کشورهای اروپای میانه و شرق اروپا به رهبری ارکستر پرداخت. ابتدا در سال ۱۸۸۰ در نمایش‌خانهٔ تابستانی باد هال، سپس در سال ۱۸۸۱ در لوبلیانا، در سال ۱۸۸۲ در اولوموتس، در سال ۱۸۸۳ در وین و کاسل، در سال ۱۸۸۵ در پراگ، در سال ۱۸۸۶ در لایپزیگ و در سال ۱۸۸۸ در بوداپست. هنگامی که در کاسل بود دلباختگی او به یکی از خوانندگان اپرا به ناکامی انجامید و این دل‌شکستگی بهانه‌ای شد برای ساختن یکی از شاهکارهایش، چرخهٔ «آوازهای یاری رهسپار» و در ادامه، انگیزه‌ای شد برای ساختن نخستین سمفونی‌اش.
مالر در سال ۱۸۸۷ رهبری نوازندگان اپرای «حلقهٔ نی‌بلونگ» (اثر ستایش‌شدهٔ واگنر) را به دست گرفت، زیرا «آرتور نیکیش» رهبر پیشین این اپرا بیمار شده بود. برداشت تازهٔ مالر تحسین موسیقی‌دانان و تماشاگران را همراه داشت. یک سال بعد او اپرای ناتمام «سه پینتو» اثر کارل ماریا فن‌وبر Carl Maria von Weber را اجرا کرد که با اجرای آن مشهورتر شد و از نظر مالی در موقعیت خوبی قرار گرفت. در این زمان بود که او دلباختهٔ همسر نوهٔ فن‌وبر شد. خوشبختی او از شناختن خانوادهٔ وبر در آن بود که آن‌ها به او «شیپور جادوئی پسربچه‌ها» Des Knaben Wunderhorn که گردآورده‌ای از سروده‌های مردمی آرنیم Arnim و برنتانو Brentano است را به او شناساندند، و او آن سروده‌ها را در همهٔ آوازهایی که از آن پس ساخت، به جز یکی، به کار برد.
ناسازگاری‌های او با همکارانش به کناره‌گیری از اپرای لایپزیک در ماه مه ۱۸۸۸ انجامید و پس از چند ماه او را از اپرای پراگ نیز برکنار کردند. هر چند او در زمانی کوتاه پس از آن توانست به رهبری اپرای سلطنتی بوداپست گمارده شود. اما شادی این موفقیت برای او دیری نپایید، چراکه نخستین سال رهبری‌اش در بوداپست با بیماری و مرگ پدر و مادر و خواهرش هم‌زمان شد. با این که او توانست برنامه‌های اپرا را به پذیرش علاقه‌مندان موسیقی، و خود اپرا را به سودآوری برساند، گردانندگان اپرا رهبر دیگری برگزیدند و گزینش برنامه‌های هنری را به او وانهادند و چنین بود که به جز کناره‌گیری برای مالر چاره‌ای نماند. پس او رهبری تماشاخانهٔ استانی Stadttheater در هامبورگ را به عهده گرفت. با وجود آن که برنامهٔ کاری مالر بسیار سنگین بود او در خانه تابستانی‌اش در سالزکامرگوت Salzkammergut به آهنگسازی نیز می‌پرداخت و در آنجا سمفونی‌های دوم و سوم خویش را به پایان رساند.
سال ۱۸۹۵ نیز برای او سالی هم اندوهناک و هم موفق بود، اندوهناک، زیرا که کوچک‌ترین برادرش اوتو Otto در این سال دست به خودکشی زد، و موفق، از آن که سمفونی یکم او در دسامبر آن سال برای نخستین بار در برلین نواخته شد. اکنون که او به درستی، رهبری نامی و آهنگسازی آزموده در میان کشورها شناخته می‌شد، تصمیم گرفت که به اپرای دربار وین Vienna Hofoper راه یابد. اما تبار یهودی او راه‌های پیشرفت را بر او بسته بود. رهبری نوازندگان اپرای دربار Kapellmeister وین مقامی بسیار ارجمند در امپراتوری اتریش و مجار داشت و بر پایهٔ مقررات امپراتوری، این منصب درباری نمی‌توانست به یهودیان داده شود. به همین دلیل او در ماه فوریه به کلیسای کاتولیک گروید و دو ماه پس از آن به رهبری نوازندگان وین گمارده شد. او در این هنگام سی و هفت ساله بود. ده سالی که او در اپرای درباری وین سپری کرد، و به ویژه همکاری او با آلفرد رولر Alfred Roller در شمار افتخارات فرهنگی وین در آن روزگار شمرده می‌شود.

### زندگی در وین و ازدواج با آلما
در وین مالر اپرایی دلمرده را به درخششی تابان دگرگونی داد. در ۱۹۰۱ او خانه‌ای تابستانی در کنار دریاچهٔ مایرنیگ Maiernigg در ورترزی Wörthersee در کارینتتیا Carinthia ساخت که در آن به ساختن آهنگ می‌پرداخت. در ۱۹۰۲ او آلما دختر نقاش امپرسیونیست اتریشی امیل جاکوب شیندلر Emil Jakob Schindler را به همسری گرفت.
آلما در در گردهم‌آیی‌های وینی به زیبایی زبانزد همگان بود، و خود آهنگسازی نیز می‌کرد. آلما نزد الکساندر زملینسکی آهنگساز اتریشی شاگردی می‌کرد و استاد و شاگرد به هم شیفته بودند. اما آلما از سوی بستگانش در فشار بود تا زملینسکی را رها کند. مالر پس از ازدواج با آلما از او خواست که آهنگسازی را کنار بگذارد و تنها به خانه‌داری بپردازد. زندگی زناشویی مالر تشکیل شده بود از زمستان‌هایی پرکار که به رهبری اپرا سپری می‌شد و تابستان‌هایی که به آهنگ‌سازی می‌گذشت. آلما از او دو دختر به نام‌های ماریاآنا و آناجوستین به دنیا آورد. ماریا پوتسی دختر اول، به گونه‌ای غم‌انگیز در چهار سالگی بر اثر تب مخملک درگذشت و مالر خود نیز از بیماری چرک کردگی قلب در رنج بود. گفته شده که ماریا از گوشی دکتر هراس داشت و پدر برای زدودن بیم او از پزشک خواست که نخست او را بیازماید و به این ترتیب بود که بیماری قلب او آشکار شد. پزشک او را از کارهایی خسته‌کننده بازداشت.
در مایرنیگ او سمفونی‌های پنجم، ششم، هفتم و هشتم خود را نوشت و در ۱۹۰۴ در سوگ مرگ ماریا «آوازهایی در مرگ کودکان» Kindertotenlieder، یک گروه پنج تایی از سروده‌های روکرت Rückert در این باره را، به آهنگ آورد.
در وین آهنگ‌سازان جوان و نوآوری چون شوئنبرگ Schönberg، برگ Berg، وبرن Webern و زملینسکی Zemlinsky گرد مالر را جمع شده بودند و او از کارهاشان پشتیبانی می‌کرد. اما هنگامی که به آهنگ‌های خویش می‌پرداخت در وین دشمنی برمی‌انگیخت. در این هنگام بود که حمله‌های یهودی‌ستیزان و زخم زبان دشمنان اپرا در روزنامه‌ها به او شروع شد، تا آنجا که به جستجوی پناهگاهی تازه برآمد.

### زندگی در آمریکا و برخود با فروید
انگیزهٔ دامن کشیدن از وین با پیشنهادی سخاوت‌مندانه از اپرای متروپولیتن نیویورک آغاز شد. در نیویورک او نخست کامیاب بود ولی چندی نگذشت که در آنجا نیز از چشم گروه رانشگران اپرا افتاد. او تابستان‌ها را در اروپا به رهبری نوازندگان و نوشتن هم‌چیدگی‌های آهنگین می‌گذراند و در آنجا بود که سمفونی نهم خود را به پایان رساند و آوای زمین Das Lied von der Erde را نوشت. آوای زمین یک گروه شش تایی از سروده‌های چینی بود که به مانند یک سمفونی برای دو صدای تنها و نوازندگان. او با بیماری قلبی و در هراس از مرگ و بیم از سرنوشت نمی‌خواست که این کار را سمفونی دهم بخواند و سمفونی‌های نه‌گانهٔ بتهوون و شوبرت و بروکنر را بهانه می‌کرد. در این هنگام بود که دریافت آلما به او بی‌وفا ست. مالر به روان‌کاوی نزد فروید پرداخت. در یک نشست پرآوازهٔ یک ساعته فروید مورد او را شناسایی نمود و چنین می‌نمایاند که درمان او هنایش نیکو به بار آورد و میانه او و آلما را آشتی افتاد. او پیمانی برای رهبری هم‌نوازان انجمن فیلارمونیک نیویورک بست و با خانواده‌اش به آمریکا بازگشت.
به فرجام او نوشتن سمفونی دهم را آغاز نمود اما پیش از آن که آن را به انجام رساند دم از جهان فروبست.
به گفتهٔ آلما آخرین واژهٔ او به هنگام مرگ «موتزارتک من» Mozartl بود. او را در کنار دخترکش در گورستان گرینتسینگ وین به خاک سپردند. به برآورد انجامین خواست او، در خاموشی به خاک سپرده شد و بر سنگ گور او تنها نوشته شد «گوستاو مالر». به گفتهٔ دوست نزدیکش برونو والتر «روز ۱۸ ماه مه۱۹۱۱ او درگذشت. شب پس از آن تابوتش را به گورستان گرینزینگ آوردیم و بناگاه غریوی از باد و بوران برخاست و آن‌چنان باران سیل‌آسا بارید که ادامه به خاک‌سپاری ناممکن شد. گردآمدگان بسیار در خاموشی مرگ بار به دنبال کالبد او گام می‌گذاشتند. اما در همان دم که تابوت را به گور پایین آوردیم آفتاب از پس ابرها برون شد.»
به گفتهٔ آلما او می‌کفت «من سه برابر بی‌خانمانم. به آوند یک بوهمی در اتریش، به آوند یک اتریشی در آلمان و یک یهودی در همهٔ جهان»

## آهنگ‌ها
اگرچه مالر در رهبری اپرا به نام‌آوری رسید. همهٔ نیروی آفرینندهٔ او در ساختن سمفونی و آوا به آشکاری رسید. حتی در کارهای نخستین او چون «آوای سوگ» Das klagende Lied شیوهٔ آفرینش او که از آن پس‌ها در شاهکارهای چرخه‌ای استادیش نمایان شد پدیدار است؛ و از این‌گونه می‌توان‌آمیزهٔ نوازندگان برون صحنه و درون صحنه و به هم پیوستن تراژدی و افسانه و کشیدن پندار از آوازهای مردمی و به‌کارگیری نمادی-نمایگری سنگینگی tonality. در ۱۸۹۰ مالر از سروده‌های «شاخهای جادویی» بس برانگیخته شده بود چه در سمفونی‌هایش و چه در آوازهایش، چراکه او از آواز بهره می‌گرفت تا دمی درسزا را در زیرساخت یک سمفونی آشکار سازد. برای نمونه در آوای پراندوه اورلیخت در یوتیوبدر سمفونی دوم که مالر پس از گیرایی نیرومند بخش نخست خودرا از نوشتن دنباله آن ناتوان یافت یا سمفونی سوم که بسیار از خود درآورانه است نیز در دم نمایگرانه خود به آواز و کر روی می‌آورد.

### سمفونی‌ها

#### چرخهٔ نخست

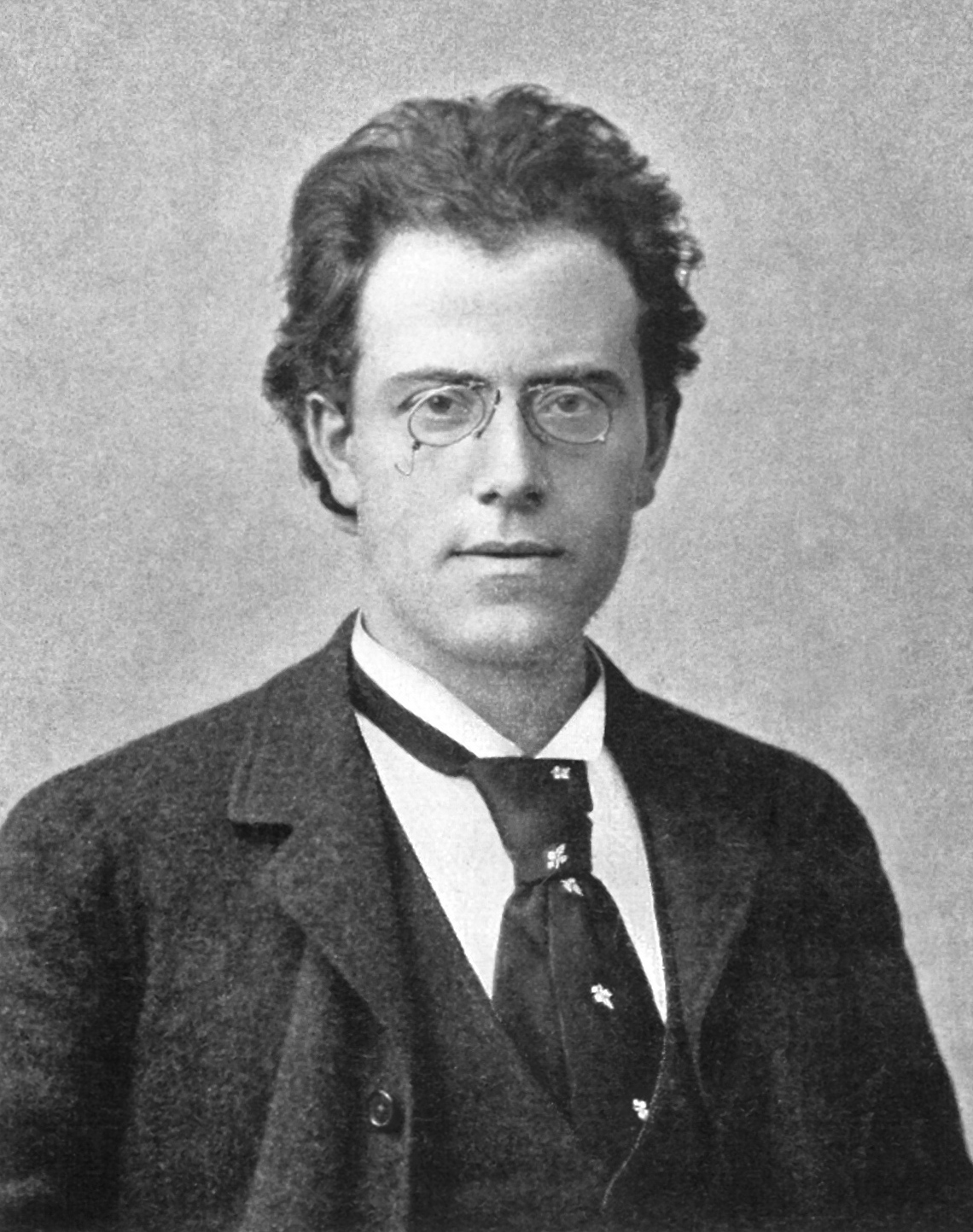
گوستاو مالر، ۱۸۹۲

در نیمهٔ دوم سدهٔ نوزدهم باوری فراگیر در میان اندیشه پردازان آهنگوا دررسان بود که ریخت‌های آوازی با ساختار سمفونی هماهنگی نمی‌گیرد؛ ولی شدایی این‌آمیزگی در دل مالر شور می‌انگیخت؛ و این‌آمیزگی کانون پرنشان چرخهٔ نخست سمفونی‌های مالر که دربرگیرندهٔ سمفونی‌های یکم تا چهارم اوست گردید. همهٔ این چهار سمفونی‌ها وابسته به آوازها مردمی دلبند او «شاخ جادویی جوانی» Des Knaben Wunderhorn می‌باشند.

##### سمفونی نخست: تهمتن The Titan
مالر سمفونی نخست خودرا در ۲۸ سالگی در ر ماژور نوشت. آمیزگی ریخت‌آوازی با ساختار سمفونی برای او دردسرهایی در ساختن این کار پدیدآورد. در نخست برای هفت سال او این کار را سمفونی نخواند و آن را سروده سمفونی Symphonic Poem نامید و سرانجام یک بخش آن را به همگی زدود تا آن را با زیرساخت سمفونی هماهنگ کند.
نخستین برگزاری آن در بیستم نوامبر سال ۱۸۸۹ در هنگامی بود که او رهبری اپرای شاهانه مجارستان را در دست داشت. این سمفونی به بار پذیرش شنوندگان و روزنامه‌ها نیامد. برای نمونه «نیو پستر جورنال» Neue Pester Journal نوشت: اگر که ما انگاشت فراهمهٔ خودرا به کوتاهی بگوییم، تنها می‌توانیم بگوییم که مالر را می‌بایست در شمار سرآمدان زمینهٔ هنریش در شمرد. او نه تنها در زمینهٔ رهبری نوازندگان به سزاواری پیش‌آهنگ دیگران است که بل همچنین پیش‌آهنگ همهٔ آن رهبران برجسته‌است که نمی‌توانند سمفونی بسازند! به این بهانه ما ناخرسند نیستیم از اینکه او را به آوند رانشگر اپرا از کامیابان در شمریم و خشنود خواهیم شد که او را در جایگاه رهبری نوازندگان اپرا بارها و بارها ببینیم اما به این پیمان که او هرگز آهنگی از خویش را رهبری نکند". آشکارست که پس از این داوری سهمگین مالر خویشتن را نادریافته یافت. پس در برگزاری‌های هامبورگ در ۱۸۹۳ و وایمار در ۱۸۹۴ برآن شد که نبشته روشنگری برای این سمفونی فرا آورد. نخست او برای این سمفونی نامی برگزید و آن را تهمتن The Titan نام نهاد؛ و سپس آن را به این‌گونه آشکاری داد.
 بخش یکم: از روزهای جوانی، میوه و خار ۱- بهاری بی‌پایان. سرآمد آهنگ نشان‌دهندهٔ بیداری نپیتر (طبیعت) در آغاز پگاه‌ست. ۲- جنبش گل‌ها (آندانته)۳- بادبانی برافراشته (اسکرتزو)

بخش دوم: افسانهٔ آدمی ۴- در بستگی، روانه‌گری در پس تابوت به شیوهٔ کالو. آنچه در زیر می‌آید می‌تواند اگر نیازی باشد روشنگری دهد. نگارشگر برای این شاهکار خویش از دیدن نگاره شوخ به خاکسپاری شکارچی انگیزه گرفته‌است. این نگاره بر همهٔ کودکان اپاختران آلمان آشناست؛ و او آن را در کتاب کهنهٔ داستانهای پریزادی برای کودکان یافته‌است. جانداران جنگل در پس تابوت جنگلبان مرده بسوی گور او روانند. خرگوشها پرچم به دست دارند و در پیش تابوت دستهٔ نوازندگان آسان‌گیر به همراه گربه‌ها و قورباغه‌ها و کلاغهای آوازه‌خوان می‌آیند؛ و دیگر چارپایان و پرندگان با رفتارهای خنده‌آور این سوگ را همراهی می‌کنند. این بخش از آهنگ برآنست تا رسانهٔ نودی باشد که گاه دو پهلو و گاه به بیمناکی زورگرست. این بخش بدون مرز با بخش زیر دنبال می‌شود. از دوزخ و بهشت (الگرو فوریزو) نشان ناگهانی دلی که تا به ژرفا خون شده.
این روشنگری اما کمک چندانی به بهتر دریافتن این کار نکرد؛ و که بل باره آن شد که شنوندگان گمراه و درمانده شوند و از این روی هم روشنگری و هم نام سمفونی را به دور انداخت.

در ۱۸۸۴ هنگامی که نخستین گامهای خود را برای نوشتن این سمفونی برمی‌داشت مالر «آوازهای یار رهسپار» را بر پایهٔ سروده‌های خویش نوشت. این تلاشی بود تا شاید که تلخی دل شکستگی‌اش را از شیفتگی بی‌سرانجامش به «جوان ریختر» خواننده اپرای کاسل از دل بزداید. سمفونی یکم نیز از این دل‌شکستگی مایه گرفت. هرچند از آن پس در گفتگویی با ماکس مارچاک بازکاو آهنگ مالر گفت «این سمفونی به فراتر از دلباختگی می‌شود اگرچه بر پایه دلباختگی هست اما به گفتی دیگر آن فرایش، پیش از دلباختگی در نودش زندگی هنرمند آشکار شده بود. آن پیوند برونی انگیزهٔ این سمفونی بود اما مایه درونی آن نبود.» آن پیوند ناکام برونی دلباختگی در کاسل به همراه دیگر ترانه‌های کاسل در این سمفونی راه یافته‌اند به ویژه ترانه «من در پگاه امروز در پهنای کشتگاه راه رفتم» که دومین از آوازهای یار رهسپار بود در بخش نخست سمفونی یکم شنیده می‌شود. همچنین در بخش دوم آواز «دست افشانی اردیبهشت در روستاً و در بخش سوم آهنگ مردمی» در کنار راه درخت لیمویی ایستاده بود «که مالر در بخش آخر» آوازهای یار رهسپار «به کار برده بود. همچنین او از آهنگ بس شناخته شده کودکان فرانسوی» برادر ژاک آیا خوابیده‌اید؟ «?(Frère Jacques, Dormez-vous) به گونه‌ای مه‌آلوده در بخش سوم بکار می‌برد این بخش با رویارویی بسیار میان افسردگی و شوخی گری و هرزه درآیی و دیوانگی رؤیاوار آن در سالهای نخست بس نادریافته بود. در نامه‌ای به ریشارد استراوس مالر نوشت 
» من بر آنم که نبردی را نشان دهم که در آن پیروزی همیشه در فرادور از جنگجوست و این درست در همان هنگام است که او می‌پندارد به آن دسترسی یافته‌است. این در هستهٔ هر نبرد انوشه روانی‌ست. چراکه آسان نیست که قهرمان شد"

##### سمفونی دوم رستاخیز Auferstehungs Sinfonie
هنگامی که مالر نوشتن آلگرو مااستوسو راAllegro maestoso آغاز نمود به خوبی می‌دانست که دارد یک سمفونی می‌نویسد. چراکه روی دستنویس آهنگ نوشت «سمفونی در C-moll 1. Satz». اگرچه این برایش او چندان دیر نپایید. پس از به پایان بردن بخش دراز نخست در دهم سپتامبر ۱۸۸۸ او براستی درمانده بود که چگونه این کار را به پیش برد. در یک دم دودلی او آن آوند پیشین را خط زد و به جای آن نوشت «آیین در نشست سوگ Totenfeier» چنان‌که گویی می‌خواست بگوید این کار دیگر بخش نخست یک سمفونی نیست و بایست آن را در شمار یک سروده سمفونی دانست. این راهبندان اندیشگی برای پنج سال به درازا کشید تا به فرجام در تابستان ۱۸۹۳ او دو بخش دیگر این سمفونی، آندانته و اسکرتسو، را نوشت ولی هنوز پدیدار نبود که این دو بخش چگونه در انگارهٔ پایانی کار جا می‌گیرند. نوشتن بخش اسکرتسو در نخست پایان گرفت. مالر از آوازهای «شاخ جادویی جوانی» سروده‌ای شوخنودی در آن به کار گرفت که دربارهٔ سخنرانی دینی آنتونی آشاوان برای ماهی‌ها St. Anthony's Predigt an die Fische بود.

تا پایان سال ۱۸۹۳ مالر سه بخش از سمفونی دوم را نوشته بود ولی هیچ نمی‌دانست که چگونه آن‌ها را چیدگی دهد. چارهٔ کار به ناگهان در فوریه ۱۸۹۴ پدیدار آمد هنگامی‌که پیانونواز و رانگار هانس بن بلو Hans von Bülow درگذشت و مالر در سوگواری برلین او انباز کرد در گاه برگزاری آیین، گروه کر پسران آواز «در ستایش رستاخیز» Die Auferstehung از فردریش گوتلوب کلاپستاک Friedrich Gottlob Klopstock را خواندند. کمی پس در آن شب آهنگساز بوهمی جوزف بوهسلاو فوارستر Josef Bohuslav Foerster میهمان مالر بود؛ و مالر به او با خشنودی گفت که در برگزار کلیسا چارهٔ کار خویش را یافته‌است. فوارستر در همان دم دریافت که او در چه باره دارد می‌گوید و بدون هیچ درنگ آغاز به خواندن «در ستایش رستاخیز» کرد. مالر در نامه‌ای در این باره چنین می‌نویسد: 
 برمن ناگهان آذرخشی جهید و همه چیز در انگاشتم روشن و پالوده شد. این آذرخشی بود که همه هنرمندان آفرینشگر، آن را چشم در راهند - «آبستنی از روح القدس!» آنچه که من در آن دم در آوا درآزمودم را اینک باید به آوا درآورم؛ و با این همه -اگر من تاکنون آن کار را در درون خود بار نمی‌داشتم- چگونه می‌توانستم آن آزموده را داشته باشم؟... برای من همیشه چنین است: تنها هنگامی‌که چیزی را آزموده می‌کنم می‌توانم آهنگ بسازم و هنگامی که آهنگ می‌سازم من آزمون می‌کنم!"

سه ماه پس از سوگواری بولو Bülow مالر پایانه سمفونی دومش را نوشت او بخش‌هایی از ستایش رستاخیز کلاپستاک را به کار برد و افزونه‌هایی از خودش را بدان افزود.
مالر هرگز برنامه‌ای همه پدیدار برای سمفونی دوم خویش نیاورد اما در نامه‌های گوناگون و گفتگوهایش چارچوبی از برنامه‌های شدا را پیشنهاد کرده‌است. در این چارچوب هر بخش از سمفونی رویه‌ای از زندگی رادمرد و بپاخیزی او رانشان می‌دهد و چنین است که بافت بخش‌ها به یکدیگر سرایشی از زندگی رادمرد است. سمفونی دوم در بخش نخست با مرگ رادمری آغاز می‌شود. در این بخش است که مرگ او پرسش‌هایی بی پاسخ را برمی‌انگیزد: زکجا آمده‌ایم؟ آمدنمان بهر چه بود؟ به کجا می‌رویم؟ در بخش آندانته، به افسوس رادمردی‌های او رادر روزگاران زندگیش یادآور می‌شود. در بخش اسکرتزو رادمرد از بی‌باوریش درون می‌خراشد و خود و خدای را آذرده می‌دارد. اما در بخش چهارم اورلیخت او به باور بازمی‌گردد و خویشتن را برای رستاخیز آماده می‌دارد. هرچند او در ارزش این چارچوب برای همهٔ مردمان در گمان بود. هنگامی که برنامه‌ای را در سرانجام پخش نمود به همسرش گفت که آن برنامه همچون "چوب زیر بغل پا شکسته‌ها همه ساختگی است.
او درست می‌اندیشید. سرودهٔ اورلیخت و پایانهٔ سمفونی دوم برای آن‌ها که که در می‌یافتند همه بس بود.

اورلیخت
کنترآلتو
آه گل سرخ!
آدمیان در نیازی بس شگرفند!
آدمیان در آسیبی بس شگرفند!
آه که چه می‌شد اگر به پردیس بودم!
و در این‌جا من به گذاری فراخ رسیدم:
اما فرشته‌ای آمد و می‌خواست که بازم دارد.
اما به او پروای واپس زدن نخواهم داد،
من از خدایم و به خدای باز خواهم گشت.
خدای مهربان مرا روشنایی ده؛ و راهم را بسوی زندگیی جاودانه تابان کن.
پایانه
کر وسوپرانو
بپاخیز، آری بپاخیز، برخیز،
کالبد من، پس از خوابی کوتاه!
آن جاودانه زی که ترا خواند
جاودانگی دهدت.
تاکه دگرباره بشکفی درو می‌شوی!
خداوند کشتزار می‌رود تا
دسته کند خوشه‌ها را
حتی ما را که مرده‌ایم.
کنترآلتو
آه باور دار، دل من، باور دار،
از تو هیچ گم نخواهد شد.
آنچه می‌خواستی از آن تو می‌شود
آنچه که دوست می‌داشتی،
و آنچه که در تلاشش بودی.
سوپرانو
آه باور دار
تو به پوچ زاده نشدی
به پوچ نزیسته‌ای
با رنج.
کر
آنچه که آفریده شد
باید که به پژمرد.
آنچه که پژمرد باید برخیزد.
از لرزیدن بازایست،
آماده باش برای زیستن.
سوپرانو و آلتو، کر
آه رنج، تو که همه چیز می‌دری
از چنگال تو رها شدم.
آه مرگ، همیشه چیره بر همه
اکنون شکست خورده‌ای
با بالهایی که به پیروزی گرفته‌ام
در تلاش پرشور شیدایی
پرواز خواهم کرد
به سوی تابشی که هیچ دیده ندیده‌است.
کر می‌میرم تا باز زندگی کنم.
همه
بپاخیز، تو ای دل من
تو برمی‌خیزی به آنی.
وهمهٔ شکستگی‌ها که کشیدی
به سوی خدای خواهدت برد.

##### سمفونی سوم جهان آفرینش
سمفونی سوم مالر نیایشی است به زمین و آسمان و طولانی‌ترین کار اوست. بخش بزرگی از این سمفونی را در ۱۸۹۵ پس از روزگاری پرتلاش و دشوار که او را به آفرینشی تب‌آلود واداشت نوشت. هنگامی که برونو والتر به دیدن او رفت در آن روزگار، در راه بازگشت به کشتی والترز که از چشم‌اندازهای شگرف دامنهٔ کوه‌های آلپ در شگفت مانده بود از مالر شنید که «بی خود به آن بالاها نگاه نکن من همه‌شان را در آهنگ ساخته‌ام». مالر به ژرفایی از پیرامون پر شکوه خود در نودشی بس درونی هوده گرفته بود. او برآن بود تا «نیایشی بزرگ به شکوه همه سوی آفرینش بسازد» یا به‌گفتهٔٔ دریک کوک «انگاشتی از هستی در همگی خویش».
مالر برای ساختن برنامهٔ جهان آفرینش و شاید زیر هنایش دوستش زیگفرید لیپنر Siegfried Lipner پلکانی از جهان کان‌ها، گیاهان، و جانوران برپا ساخت؛ و سپس پرسید «انسان به من چه می‌گوید؟»، «فرشتگان به من چه می‌گویند؟»، «شیدایی به من چه می‌گوید؟» اگرچه به فرجام مالر برآن شد که آن برنامه را کنار نهد. برونو والترز آن برنامه را به مانند داربستی در پیرامون یک ساختمان نمایان کرد که همین که ساختمان به پایان رسید آن را به پایین می‌کشند. مالر از این سمفونی به آوند «غول خودم» یاد می‌کرد که نمایان گر پیچیدگی‌های آن بود. انگارهٔ این کار آنچنان سترگ بود که مالر آن را در شش بخش ساخت و نه در چهار بخش که در پسند پیشینیان اش بود.

##### سمفونی چهارم - زندگی آسمانی
هنگامی که مالر سمفونی چهارم را در ۱۸۹۹ آغاز کرد دو سال بود که گمارهٔ والای رانش اپرای درباری وین را در دست داشت. بی‌گمان چشم‌اندازهای سرسبز و خرم وین بر سمفونی چهارم هنایش بسیار داشت. مانند سمفونی سوم از همان آغاز مالر برنامه کوتاهی برای بخش‌های این سمفونی تازه خود نوشت.

۱ - جهان چون ارمغانی جاودان Die Welt als ewige Jetztzeit در
G major

۲ - زندگی رمینی Das irdische Leben در
E-flat minor

۳ - نکوکاری Caritas در B major، آداجیو
Adagio
1. زنگهای پگاهان Morgenglocken در F major، اسکرتزو
Scherzo
2. دنیای بی کشش Die Welt ohne Schwere در D major، اسکرتزو
Scherzo
3. زندگی آسمانی- Das himmlische Leben

اما این برنامه دچار دگرگونی بسیارشد. زنگهای پگاهان در سمفونی سوم به کار گرفته شد. زندگی زمینی آوازی ناوابسته شد و از این روی در زمرهٔ گروه آوازهای شاخ جادویی شد؛ و اسکرتزو در ر ماژور بخشی از سمفونی پنجم شد. در ژوئیه ۱۸۹۹ مالر به نوشتن سمفونی پرداخت. روزهای آرامگین تابستان آن سال در اوسی آبگرم کوچکی در سالزکامرگوت با چند پیشامد بس ناگوار شد. نه تنها هوا سرد و نمناک بود که بل خانه تابستانی کرایه‌ای در نزدیکی دسته موسیقی محلی بود که سر و صدای موسیقی آنان برای هنرمندی بسیار پرنود چون مالر که از کوچکترین صدا در رنج بود تاب‌آور نبود. مالر به همگی سرخورده کوشید که گاه خویشتن را به خواندن سپری نماید و در این هنگام بود انگاره‌های آهنگین بر او شوریدند و در تایه چند روز همهٔ کار براستی در پنداشت او انگاره شد. هفته‌های فرجامین روزهای آرامگین او با تلاشی تند و تیز به نوشتن گذشت و بازی فریفتار سرنوشت آن بود که هرچه به روزهای پایانی آرامگینی و بازگشت به وین نزدیکتر می‌شد نیروی آفرینش او زاینده‌تر می‌گشت. او در راه‌پیمایی‌های درازش دفترچه‌ای برای یادداشت انگاره‌هایش به همراه می‌برد اما در یکی از این راهپیمایی‌ها به سرگیجه دچار شد و نگران آن شد که آن همه آهنگ که در سر داشت را چگونه تهی کند؛ و چون تنها در تابستان‌ها بود که می‌توانست آهنگ بسازد، پیش از جدایی از آسی همهٔ یادداشت‌هایش را گردآوری کرد و پس از بازگشت به وین آن‌ها را در کشویی جا داد به درنگ تا تابستان سال دیگر.
تابستان سال دیگر هنگامی که به مایرنیگ آمد بس خسته بود. او اندوهگین از آن بود که چرا وقت بیشتری برای آهنگسازی ندارد. رهبری نوازندگان اپرای وین بسیار از او وقت می‌برد و نیروی بسیار از او می‌کشید. آهنگسازان پیشین در سن او بیشتر شاهکارهای خود را آفریده بودند. او به هر روی یادداشت‌هایش را در برابر بازگشود و با شگفتی در یافت که در همه روزگاران رهبری خود ناخودآگاه او به آفرینندگی درپرداخت بوده و سمفونی چهارم او بس پیشرفته‌تر از آنست که او می‌پنداشت. او آخرین درستکاری‌ها را به روی آن انجام داد و در ششم اگوست ۱۹۰۰ آن را به پایان آورد.
سمفونی چهارم مالرسرشار از نو آوری است و به دگرگونی از کارهای دیگر او از نگرانی و اندوه کمتر مایه دارد و در آن هوایی آرام و دلپذیر بر فراز ست و این با همهٔ فشارها و سختی‌های زندگی او در آن چرخه شگفت آورست. زبان این سمفونی زیان باستانگار آهنگسازانی وینی همچون شوبرت و هایدن است؛ و با همه اینکه مالر کوشیده‌است که کاری ساده‌تر و سبک‌تر از کارهای پیشین خود به شنوندگان فراهم آورد. زیبایی ناپیچیده و سادگی درخشان این کار ناخرسندی شنوندگان را در نخستین برگزاری آن در ۱۹۰۱ ببار آورد که سمفونی چهارم با آوازهای مردمی «شاخ جادویی جوانی» که در آن فرشتگان نان می‌پزند و پیتر آشاوان St. Peter ماهی می‌گیرد و اورسولای آشاوان St. Ursula به مهر لبخند می‌زند برای شنوندگان فرهیخته نمای وین کودکانه می‌نمود. اما به گفتهٔ آرتور سیدل Arthur Seidl «آنهایند که لجبازند و نمی‌توانند کلید دنیای سادگانه و کودکانهٔ قصه‌های جن و پری مالر را بیابند»

#### چرخهٔ دوم
سمفونی‌های چرخهٔ دوم مالر دربردارنده سمفونی‌های پنجم، ششم و هفتم او می‌باشند. ویژگی‌های این کارها افزایش تندخویی در برانگاری و نمایاندن‌ها و به کاربری سازبندی ناآشنا ست. مالر در سمفونی‌های پیشین خویش برخی از آهنگ افزارهای ناآشنا (همچون بوق درشکه post horn در سمفونی سوم) به کار برده بود. اما در چرخهٔ دوم از کارهایش این نو آوری را گسترده ساخت. در سمفونی پنجم شَلاقک (افزاری چوبین که صدای شلاق می‌آورد)، در سمفونی ششم زنگوله گاو، زنگ لوله‌ها (افزاری با لوله‌های آویزان شده که صداهای گوناگون زنگین می‌آورد) و چکش، و در سمفونی هفتم زنگوله گاو، سازهای شیپوری، ماندولین و گیتار به کاربرد.
در کارهای چرخهٔ دوم با آوا همراه نیستند.

##### سمفونی پنجم
در آغاز سال ۱۹۰۱ آسیب فرا آمد. در پس از نیمروز ۲۴ فوریه او سمفونی پنجم بروکنر را با ارکستر فیلارمونیک رهبری نمود و در آغاز آن شب اپرای نی جادویی The Magic Flute موتزارت را کارگردانی نمود. در همان شب خون‌ریزی زیادهٔ روده‌ای او را به جراحی بیمارستان فرستاد. پس از پایان چرخهٔ درمان پیوند او با ارکستر فیلارمونیک به هم خورد و او از رهبری کناره‌گیری نمود. پس از آنکه تندرستی خود بازیافت دوباره به کار پرداخت و گذاره تازه‌ای از اپرای کار واگنر و همچنین اپرای مارثا، یا بازار ریچموند کار فردریش فن فلوتو را به پرده آورد. سپس در آغاز تابستان به خانهٔ تازه ساز تابستانیش در مایرنیگ رهسپار شد تا مانند همه تابستانهای پیشین آهنگ بسازد. چنین می‌نمود که پس از نزدیکی بسیار به مرگ در بهار آن سال او نیروی آفرینندگی خود را بازیافته بود چراکه در در ازای سه ماه او هشت آواز نوشت که سه تا از آن‌ها می‌بایست در چرخهٔ آوازهای مرگ کودکان گذارده شوند، چهار چینش برای آوازهای روکرت Rückert-Lieder ازجمله در نیمه شب Um Mitternacht و من گم گشته‌ام در جهان و به انجام، آهنگ Der Tambours g'sell که آواز پایانی چرخهٔ آوازهای «شاخ جادویی جوانی» بود؛ و با این همه او توانست انگارهٔ کوتاهی از سمفونی شماره پنج خودرا نیز بنویسد. برای اندکی او بر آن بود که این کار تنها چهار بخش داشته باشد و چنین می‌نماید که او دو بخش نخست سمفونی را به همراه اسکرتزوی آن نوشت.
در تابستان سال ۱۹۰۲ او به مایرنیگ بازگشت. آلما آبستن نخستین فرزند بود. مالر چینش دیگری برای آوازهای روکرت «اگر شیفته‌ای برای زیبایی» Liebst du um Schönheit را نوشت؛ و انگارهٔ کوتاه سمفونی پنجم را که اینک در پنج بخش بود به پایان رساند. او همیشه انگارهٔ بلند کارهایش را در ماه‌هایی که در وین بود می‌نوشت. اگرچه سمفونی پنجم در ۱۹۰۳ به پایان رسید و بی‌درنگ برای نخستین برگزاریش در کلن در ۱۸ اکتبر ۱۹۰۴ به همگی باز چینی شد. با این همه او از بهرهٔ کار خشنود نبود؛ و تا پابان زندگیش باز چینی این کار را دنبال می‌کرد تا به فرجام سه ماه پیش از مرگش در در نامه‌ای به گرگ گولر Georg Göhler نوشت:
«من پنجم‌ام را به پایان رساندم -همنوازی آن بایستی به همگی بازنوشت می‌شد. من براستی در نمی‌یابم چرا بایستی این همه اشتباه داشته باشم، درست مانند ناشی‌ترین تازه‌کاران. (بس روشن است که همه آزمودگی‌هایم در نوشتن چهار سمفونی پیش از این یاریم ندادند؛ زیرا که یک شیوهٔ به همگی تازه، نیاز داشت به ارته‌ای به همگی تازه)»
سمفونی پنجم نمایانگر آهنگسازیست پخته که به ورزیدگی خویش باور دارد اما در جستجوی زبانی نو و تازه‌است. به برداشت ریچارد اشپخت سمفونی پنجم «تلاشی است برای طرحی نو درانداختن به فلک، که آن از خود کس آغاز می‌شود». این کاریست پخشان و پاشیده که هر گونه گذشته‌نگری را به دور می‌اندازد و به جستجوی زبانی نو در نوازندگی است که در آن زمینه‌های آهنگین به یکریزی بازمی‌گردند و همبستگی بخش‌های یکم و دوم در ریخت‌گیری پارهٔ نخست و همبستگی بخش‌های چهارم و پنجم در ریخت‌گیری پاره سوم سمفونی نشان می‌دهد که مالر بر آنست که صداها را داراتر و فشرده‌تر و هماهنگ تر و همگراتر نماید و او با آگاهی و برنایی بسوی هنر هم نوازی ناب گام برمی‌دارد و این شیوه ایست که او از این پس تا پایان زندگی کوتاهش دنبال نمود؛ و تنها در سمفونی هشتم و آواز زمین از آن پیروی ننمود.

##### سمفونی ششم
مالر سمفونی ششم‌اش را در تابستانهای ۱۹۰۳ و ۱۹۰۴ در خانهٔ تابستانی‌اش در مایرنیگ نوشت. او هنوز زمستان‌ها را با کارهای دشوار و درگیر رهبری اپرا در وین سپری می‌کرد. با این همه این دو تابستان روزگارانی پربار و آرامش‌بخش بودند. آلما به یاد می‌آورد که «در آن گاهان او بسیار جوان و شوردل بود.» هنگامی‌که مالرانگاره بخش نخست سمفونی شش را می‌زد به این اندیشه افتاد که آلما را در زمینهٔ آهنگ بنهد؛ و به آلما گفت: «نمی‌دانم که کامیاب شده‌ام یا نه، ولی به هر روی تو باید از آن خوشت بیاید!»
او از دخترهای خردسالش به سختی سپری می‌شد. به گفتهٔ آلما، او می‌خواست بازی نیرومندانهٔ آن‌ها را در اسکرتزو نمایان کند (اگرچه آنای خردسال برای آن بازی نیرومندانه خیلی کوچک بود). اما هوای شادمانهٔ آهنگ گویی بیمی رازگونه را در خود پنهان داشت. آلما در این باره نوشت: «همچون پیشگویی از ناگواری، صداهای کودکان بیشتر و بیشتر افسرده می‌شود، و در پایان به زمزمه‌ای خاموش می‌شود». افزوده آنکه، مالر سه تا از آهنگ‌های فرجامین «آوازهای مرگ کودکان» را در چرخهٔ شاد و آرامناک تابستان ۱۹۰۴ ساخت و آلما این را به ویژه دهشتزا یافت: «من شیون و سوگواری به مرگ کودکانی را که خوش و تندرست بودند، به دمی کوتاه پس از به بر درکشیدن و بوسیدنشان درنی یابم»
سه سال از آن پس، با مرگ ماریای خردسال در ۱۹۰۷ چنین می‌نمود که در «آوازهای مرگ کودکان» و گذرهای افسرده وای سمفونی ششم پیش آگاهانه بودند. این که آیا مالر آینده را پیش دیده بود یا که مرگ بسیار کودکانی را بیاد می‌آورد که بارهٔ غمگینی‌های کودکیش بودند؟ البته بر ما پوشیده‌است. اما شاید که در فرجامین بخش سمفونی او سرنوشت خویش—یا به کمترین سرنوشت «قهرمان آهنگین» خویش را پیشگویی کرده‌است؛ که این قهرمان در کارهای پیشین مالر به کامیابی رسیده بود (به ویژه در سمفونی دوم که حتی بر مرگ نیز چیره گشته بود)، اما این بار به گفتهٔ او: «این قهرمان است که بر او سه زدش از سرنوشت فرومی آید و زدهٔ پایانی او را از پای می‌فکند همچون درختی که از تبر افتاده باشد». و آلما در یادآوری روزی که برای نخستین بار او کار پایان یافته را نشانش داد نوشت: «هیچ‌یک از کارهایش بدین سان به درونی‌ترین درون قلبش نزدیک نشده بود. آن روز هردوی ما گریستیم. آن آهنگ و آنچه که پیش‌گویی شده یود بر هر دوی ما به ژرفا آژید». در میان سمفونی‌های مالر تنها سمفونی ششم است که در پایان با درهم شکستی سهمگین فرجامی به سزا افسردناک دارد.
مالر می‌باید برای دو سال شکیبا می‌بود تا که این سمفونی با فیلارمونیک وین در بهار ۱۹۰۶ به برگزاری آید. مانند همیشه او به دلهره بیم آن داشت که رده‌بندی صدا به خرده‌شکافی بگوش نرسد تا آنجا که به یادآوری آلما، هنگامی که او دریافت صدای بم زدن طبل در پایان سمفونی به اندازه دلخواه بلند نیست دستور ساختن دو صندوق بزرگ به چرم پوشیده را داد تا با گرز کوبیده شوند. اما این نوآوری چندان هنش نداشت و به‌ناچار کنار گذاشته شد.
در برنمایی این کار نیز هیچ‌یک از کارهای پیشین اش او را به ژرفای سمفونی شش تکان نمی‌داد. |س از یک برگزاری دست گرمی در اسن در ۲۶ می۱۹۰۶ او به گریه و مویه افتاد. روز پس از آن برابر شنوندگان برابر شنوندگان به یادآوری آلما او رهبریی نه چندان از خود نشان داد از ترس آنکه دو باره به گریه افتد و به ویژه از ترس "درستی آن بخش پایانهٔ هراسناک با آن پیش‌گویی دهشتزاً.

##### سمفونی هفتم آوای شَب[س]
در میان سه سمفونی چرخه دوم، سمفونی هفتم ویژگی گونایی دارد این سمفونی را سیندرلای مالر خوانده‌اند؛ و پس از سمفونی افسردناک ششم این کاری بس پیچیده‌تر است و نشان دهندهٔ پیشرفت مالر به اوج نوآوری ست. این کار بس نادریافته مانده و بسیار اندک برگزار می‌شود. در دید نخست هیچ‌گونه پیوند هماهنگانه یا برایش یگانگی دهنده در میان بخشهای پنجگانهٔ این سمفونی نمی‌توان یافت. اما مالر که از نوآوری و تازه چویی بیمناک نیست با همان بخش گشایندهٔ این سمفونی نوواترین بخش را در میان همه کارهایش آفریده‌است. بخش دوم که نخستین آهنگ شبانه Nachtmusik اوست او همهٔ نمادها و به یادآورده‌هایش را به گونه‌ای می‌آمیزد که برانگیزان یک دلوایی Romantic گذشته‌است. بخشهای از آن پس را می‌توان هراسناک‌ترین و اهرمنانه‌ترین اسکرتزوها، بی گناه نمایایی‌ترین از آرامش روستا (دومین آهنگ شبانه) و سرانجام نا بخردانه‌ترین و کژروترین و خشم آورترین بخش پایانی نامید.

مالر این سمفونی را در سالهای ۱۹۰۴ و۱۹۰۵ نوشت و نخستین برگزاری آن در۱۹ سپتامبر ۱۹۰۸ در پراگ بود. بسیاری از رهبران آهنگوایان، رانشگاری این سمفونی را بسیار سخت می‌یابند. بسیاری از رانشها گویی همهمه‌ای از گذاره‌های زیباست که به هم ناپیوسته مانده‌اند، به ویژه بخش پایانی که گویی همچون شوخیی است با رهبری خشک اندیش که به هیچ گونه نوآوری را پذیرا نیست (در آلمانی اینان را گاه به خواری kapellmeister می‌خوانند). حتی برخی از شیفتگان کارهای مالر سمفونی هفتم را به نا سزا می‌گیرند. برای نمون دریک کوک Deryck Cooke در کتاب خود مالر را سرزنش می‌کند که در بخش پایانی «همان آهنگی را ساخت که خود از آن به بسیاری بیزار بود و آن آهنگ Kappelmeistermusik بود.» او در بارهٔ این بخش پایانی می‌نویسد:
«پرسهٔ شبانهٔ پاسدارانه در نخستین آهنگ شبانه Nachtmusik در میان پژواک ناله‌های شیفتگانه و دیگر صداهای ناشناس شبانه، هراسناکی هافمن وار Hommanesque اسکرتزو، در گونه‌ای رویارویی میان» چیزهای که در شب به هم می‌خورند «و رقص والتزی با آهنگ عروسکی، و چشمه‌هایی که شرشر می‌کنند، و گیتاری که زینگ زینگ می‌کند و آهنگ ماندولین در آهنگ شبانه دوم - همهٔ اینها آهنگ‌هایی غریب و پریشان‌کننده‌اند که پنجره‌های جادویی را به سوی جهان‌های پنداره‌ای در زیر جهان پدیدار باز می‌کنند»

دونالد میچل Donald Mitchell پس از شنیدن رانش کلودیو آبادو Claudio Abbado در نبشته‌ای بلند به آوند «مالر در نورد: سمفونی هفتم او» می‌نویسد:
 «آیا راست است که همهٔ آهنگ سازان بزرگ در میان کارهای خویش» فرزندی دشوار «را به زاد آورده‌اند؟ اگر که چنین است بی‌گمان سمفونی هفتم مالر گواه این باورست. باید پذیرفت که سمفونی هفتم از بارهٔ پذیرش و دوستش شنوندگان و به ویژه دریافت آن یک معماست اگرچه پذیرش بازکاوانه آن در نخستین برگزاری ۱۹۰۸در در پراگ به درهمگی مثبت و حتی شورمندانه بود. بر ریختگی‌های پس از ان در دیگر جاها ست که موجب شگفتی و بی باوری و دشمنی شده‌است»

رانشگر جوان اوتو کلمپر Otto Klemperer که به پراگ رفته بود تا مالر را در دم کار ببیند پس از آن بیاد آورد که بیش از بیست نشست یادگیری به نیاز بود تا این سمفونی پیچیده آماده برگزاری شود. او نوشته‌است
 «هر روز پس از نشست یادگیری، مالر بر این خوی داشت که همهٔ انگارهٔ هم نوازی را با خود به خانه برد برای بازچینی، تابان دهی و دستکاری.»
 نشستهای یادگیری به گونه‌ای آشفته بود و نوازندگان، نگران انگارهٔ پردرخواست مالر بودند. یکی از شیپور نوازان با او روی در روی شد که: «من تنها می‌خواهم بدانم که این کجایش زیباست که در یک شیپور تا نت بلند C-sharp بدمم و بازایستم؟» مالر پاسخی نداشت. اگرچه آنگونه که در کسایی او بود به این ماجرا رنگی فیلسوفانه زد در هنگامی که در نامه‌اش به آلما در بارهٔ «ناتوانی انسان از دریافت شکنجه هستی خویش» نوشت.
هنگامی که آلما چند روز پیش از نخستین برگزاری به پراگ آمد اتاق میهمان سرارا درهم ریخته از نوشته‌های آهنگ دید و شوهرش را پریشان و در تب آشفتگی. سمفونی هفتم با ارج پذیرفته شد اما نه با دلبستگی چند هفته پس از آن در برگزاری مونیخ پذیرایی به همان گونه بود. اما رانشگار دلسرد نشد او آموخته بود که بیش از آن چشم نداشته باشد.
در نوامبر ۱۹۰۹ آرنولد شونبرگ به شنیدن نخستین برگزاری سمفونی هفتم مالر به رهبری فردیناند لووه در وین شد. او خود به مرزهای نو آهنگ رسیده بود. او در هم‌اکنون سنگینگی tonality را رها کرده بود و آهنگ تازهٔ مالر برای او بس کشاینده می‌نمود و برای او همچون «خوابی والا در هماهنگی والا بود… من شما را در شمار آهنگسازان باستانگار گذاشته بودم ولی کسیکه برای من پیشروست». او در پایان‌نامهٔ ۲۹ سپتامبر ۱۹۰۹ خود به مالر می‌نویسد:" و دربارهٔ این که من کدام بخش
را بیشتر دوست داشتم: همه بخشها را! من نمی‌توانم هیچ‌کدام را بیشتر از دیگری درپسند آرم. شاید من در آغاز بخش نخست بی‌تفاوت بودم؛ و لی به هر روی برای چندگاهی کوتاه؛ و پس از آن به استواری به آن گرمی گرفتم.
دم به دم من خشنود تر و گرمتر می‌شدم و مرا برای یک آن تک نمی‌گذاشت رها شوم. درآن نود تا به پایان بودم؛ و همه چیز بر من روشن بود…"

#### چرخهٔ سوم
ویژگی چرخهٔ سوم سمفونی‌های مالر با افزایش چندصدایی نشان شده‌است. آوا-آمیزی بافتی از چند صدای آهنگین است که در رویاروی تک-آوایی می‌نشیند که در آن یک صدای آهنگین چیره‌است و دیگر صداها با آن هماهنگی می‌کنند.
چرخهٔ سوم مالر دربرگیرنده سمفونی‌های هشتم، نهم، دهم (ناتمام) و آواهای زمین Das Lied von der Erde اوست. در این کارها نمی‌توان آوازهایی ناوابسته پیدا نمود، شاید شگفت‌انگیز نباشد که فرجامین آوازهای برون از سمفونی او «آوازهای مرگ کودکان» Kindertotenlieder بود که در ۱۹۰۴ به انجام رسید. اگرچه تنها یک یادآوری تلخ در برگهٔ پایانی سمفونی نهم با این سرودهٔ شماره ۴ «آوازهای مرگ کودکان» به چشم می‌خورد: «روز زیبایی است در آن بلندیهای دور»

##### سمفونی هشتم- سمفونی هزارتنه
پیام سمفونی هشتم گفتگوبرانگیز است. مالر با این کار سترگ و شگرف در پی چیست؟ آیا او باوری دینی را آشکار می‌نماید؟ به گمان هنری-لویی دو لا گرانژ Henry-Louis de La Grange چنین است او می‌نویسد: «در آنجا بودکه مالر در فره وشی کورکننده بی تاب شد، اینجا بود که واژه‌های نیایش ویتسان the Whitsun Hymn بر او با همهٔ نیروی سهمگین شان فروافتادند، اینجا که سه واژهٔ فرگشتی incantatory words» بیا، آفریننده، آشاروان «'Veni, creator spiritus' همچون شگفتایی بر او آمد تا که او را از آسیمگی که همه ساله در سر داشت برهاند، آسیمگیی که پس از نه ماه کار پیگیرانه در اپرای وین هنگامی که به خانه تابستانیش در مایرنیگ می‌آمد تا که بافتن رشته‌های زندگی هنرآفرین خویش رااز سر گیرد با او همراه می‌آمد.»
اما به گفتهٔ دیرک لیم Derek Lim و چیا هان-لئون Chia Han-Leon: «این شدایی نیست که فرهیخته‌ای با دانش و فلسفهٔ مالر انگارهٔ دلوایانهٔ فاوست گوته، که بیش از آنکه پدیده‌ای دینی و ترسایی باشد زمینه‌ای خاکی و انسانی دارد، را نادیده انگاشته باشد. از یک سوی، این را می‌دانیم که مالر آلما را به زن جاودانه Eternal-Feminine خویش می‌اندیشید و این سمفونی به او ارمغان شده‌است. این شداست که مالر در پی آن بود که فاوست گوته را وفادارانه برآفریند، اما با گرفتاری‌هایش تنها توانست دید خویشتن را یا برداشت خودرا از فرجامین دیدگاه نمایان کند. با در دید گرفتن همه چیز، افزودن آهنگ به نگرگاهٔ پایانی گوته، آن نگرگاه براستی زندگی می‌گیرد…».
اما به گفتهٔ لا گرانژ مالر فاوست گوته را در نیمهٔ دوم سمفونی از آن روی بکار برد که نیازداشت به سروده‌ای همسنگ با نیایش سترگ هاربانوس ماوروس Hrabanus Maurus که آن رادر نیمهٔ نخست بکار گرفته بود. او می‌نویسد: «به هر روی، گوته، سروته گری که مالر در ستایشش می‌داشت و بیش از همه گرامی اش می‌شمرد، آن نیایش ماوروس را در فرجام زندگی خویش از لاتین به آلمانی برگردانده بود… گوته با نوشتن کدهٔ پایانی فاوست در بخش دوم به او راه را نمایانده بود و آن به ریخت آوازی بدون آهنگ بود، یک هم‌خوانی با آهنگ oratorio که آهنگ آن تنها در سر تنهاخوانان و هم خوانان شنیده می‌شد، انگار این بینش سرودا آنچنان پهناور و فراگیر بود که تنها موسیقی می‌توانست به دادگری آشکاریش دهد، در پیش آن کار گوته را هم شومان به آهنگ آورده بود و هم لیست (پایان هم خوانی-رازوار)، اما مالر سر آن داشت که آن کار را به پاره‌ای پیوسته در سامان پهناور سمفونی خویش به بار آرد و همهٔ نود و هوای» بیا، آفریننده، آشاروان «را با کارگیری صحنهٔ پایانی گوته به یاری پنهان باورهای ژرف دل خویش آورد.»

مالر درانگارهٔ نخست این سمفونی برای آلما نوشت «به آلمچل، روان آفریننده‌ام» و به او گفت در این سمفونی بر پی آن بوده‌است که به پیوند میان آشکاری‌های نخستین مسیحیت دربارهٔ روح‌القدس و بینش نمادین گوته از رستگاری انسان به یاری شیدایی استواری دهد، و این پیوند همان «شیفتگی Eros به آوند آفریننده جهان است». آلما دربارهٔ این سمفونی نوشت:
"مالر، به من چنین می‌نماید، که یک زمینهٔ نو در آهنگ وایی پیدا نمود: که انسان گرا ی بود و بر درستکاری -درونی پایه داشت. او نیروی نمادین آهنگ را که پیش از این دربرگیر شیدایی، جنگ، دین، طبیعت و آدمی بود بس توانگر ساخت: با نماد انسان، آفریده‌ای تنها، نارستگار در زمین، در چرخش به گرد کیهان، چون کودکی گمشده درمیان درختان در تاریک و روشن پگاه و در نیایشی خمش چشم براه آمدن پدر.

## داوری
شهرت وی بخاطر عهده‌داری سمت رهبری ارکستر فیلارمونیک وین (۱۸۹۷–۱۹۰۷) و ساخت ده سمفونی و آوازهای ارکستری است. سمفونی‌های وی فصل جدیدی در موسیقی سمفونیک اروپا باز کردند که منجر به سومین مکتب آهنگسازی وینی شد.

## یادداشت
1. ↑  Franz Krenn
2. ↑  Robert Fuchs
3. ↑  Julius Epstein
4. ↑  cantata Das Klagende Lied
5. ↑  Lieder eines fahrenden Gesellen
6. ↑  Der Ring des Nibelungen
7. ↑  Die drei Pintos
8. ↑  Grinzing
9. ↑  Tannhaüser
10. ↑  Martha, oder Der Markt zu Richmond
11. ↑  Friedrich von Flotow
12. ↑  Kindertotenlieder
13. ↑  Ich bin der Welt abhanden gekommen
14. ↑  Richard Specht
15. ↑  Lied der Nacht
16. ↑  Chorus mysticus